# Galafi
Galafi - to miasto w Dżibuti w regionie Dikhil, na granicy z Etiopią. Liczy około 1 849 mieszkańców.